# ホセ・サン・ロマン
ホセ・イグナシオ・サン・ロマン（José Ignacio San Román, 1988年8月17日 - ）は、アルゼンチン・メンドーサ州サン・マルティン出身のプロサッカー選手。ポジションはディフェンダー。

## 経歴
2006年、CAリーベル・プレートでキャリアをスタート。12月のCAベレス・サルスフィエルド戦でデビュー。しかしリーベルプレートでの出場はこれが最初で最後だった。
2007年、1部に昇格したCAティグレに移籍。ここでクラブ史上最高順位となるアペルトゥーラ2位フィニッシュに貢献。2009年には自身初となるコパ・スダメリカーナ出場を果たした。
2010年、CAサン・ロレンソ・デ・アルマグロと2年契約を結んだ。